# SAPEI
Il SAPEI (acronimo di SArdegna-PEnisola Italiana) è un cavo elettrico sottomarino ad alta tensione e corrente continua (HVDC), lungo 420 km (435 se si considera anche il tratto terrestre), che corre tra la Sardegna e il Lazio, passando a 1600 metri sul fondale del Mar Tirreno. È il cavo sottomarino per trasporto di energia più profondo al mondo ed è composto da due cavi, della portata complessiva di 1000 Megawatt. La stesura dei cavi è stata affidata alla "Giulio Verne", la nave posacavi più grande del mondo.

## Storia
Il progetto è stato avviato nel 2006 con lo scopo di realizzare una seconda infrastruttura in grado di scambiare elettricità tra il continente europeo e la Sardegna (la prima fu il SACOI, attivato a partire dal 1968). Nel 2008 oltre la metà del progetto SAPEI viene completata, con la posa in opera del primo cavo sottomarino. Viene inoltre completata l'installazione dei cavi terrestri. Vengono portati a termine con successo i primi test di tensione. L'opera è realizzata nella sezione stazioni di conversione da ABB e nella sezione cavi di collegamento dalla società Prysmian. Nel 2009 diventano esecutive le stazioni di conversione di Latina e Fiume Santo. Vengono portati a termine i montaggi elettromeccanici delle stazioni di conversione, realizzate da ABB. Nel 2010 viene istituito da TERNA S.p.A., proprietaria del collegamento, un nuovo nucleo operativo stazioni (NOS) nella sede di Latina allo scopo di garantire un supporto immediato alla risoluzione di eventuali problemi riguardanti il funzionamento del collegamento. Il SAPEI è stato inaugurato giovedì 17 marzo 2011 in occasione del centocinquantesimo anniversario dell'Unità d'Italia.

## Caratteristiche
- Il diametro di ogni cavo è di 12 centimetri.
- I cavi si estendono per la lunghezza di 435 chilometri, e sono in grado di sostenere 500 kV di tensione per 1000 MW di potenza.
- La profondità massima di posa in opera del cavo è di 1640 metri.
- La stazione di Latina si estende in una superficie di 35000 metri quadrati, mentre quella di Fiume Santo per 48000 metri quadrati.
- 750.000.000 di euro investiti nel progetto (di cui più di 400 milioni solo per i due cavi).

## Galleria d'immagini

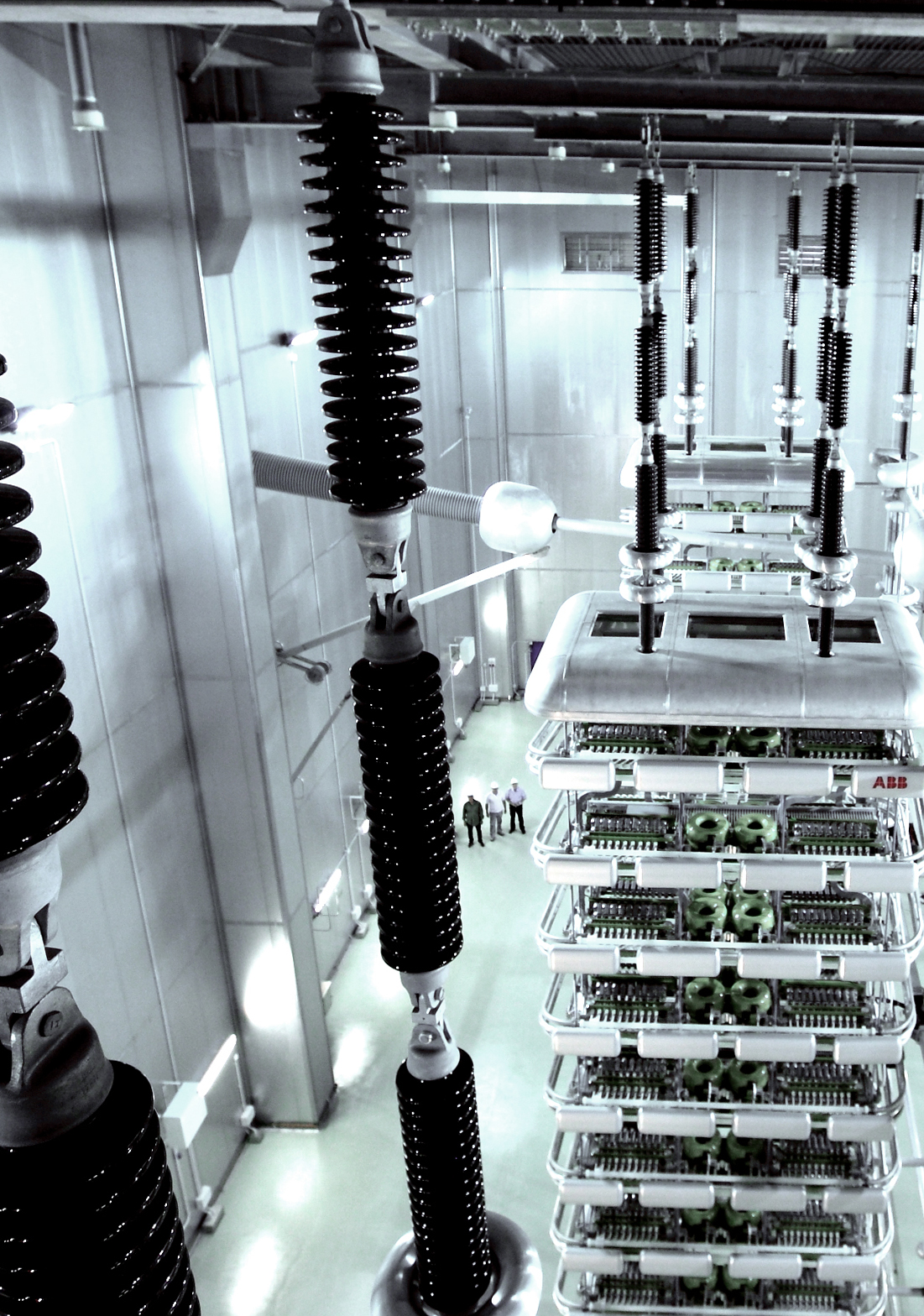
Sistema di sospensione dei castelli dei tiristori che formano i rami del ponte di conversione. Sullo sfondo: passante di collegamento tra un trasformatore dell'impianto di conversione ed un ramo del ponte. La calotta su terminale del passante ha lo scopo di uniformare il campo elettrico, la barra sotto la calotta è un sezionatore di messa a terra.
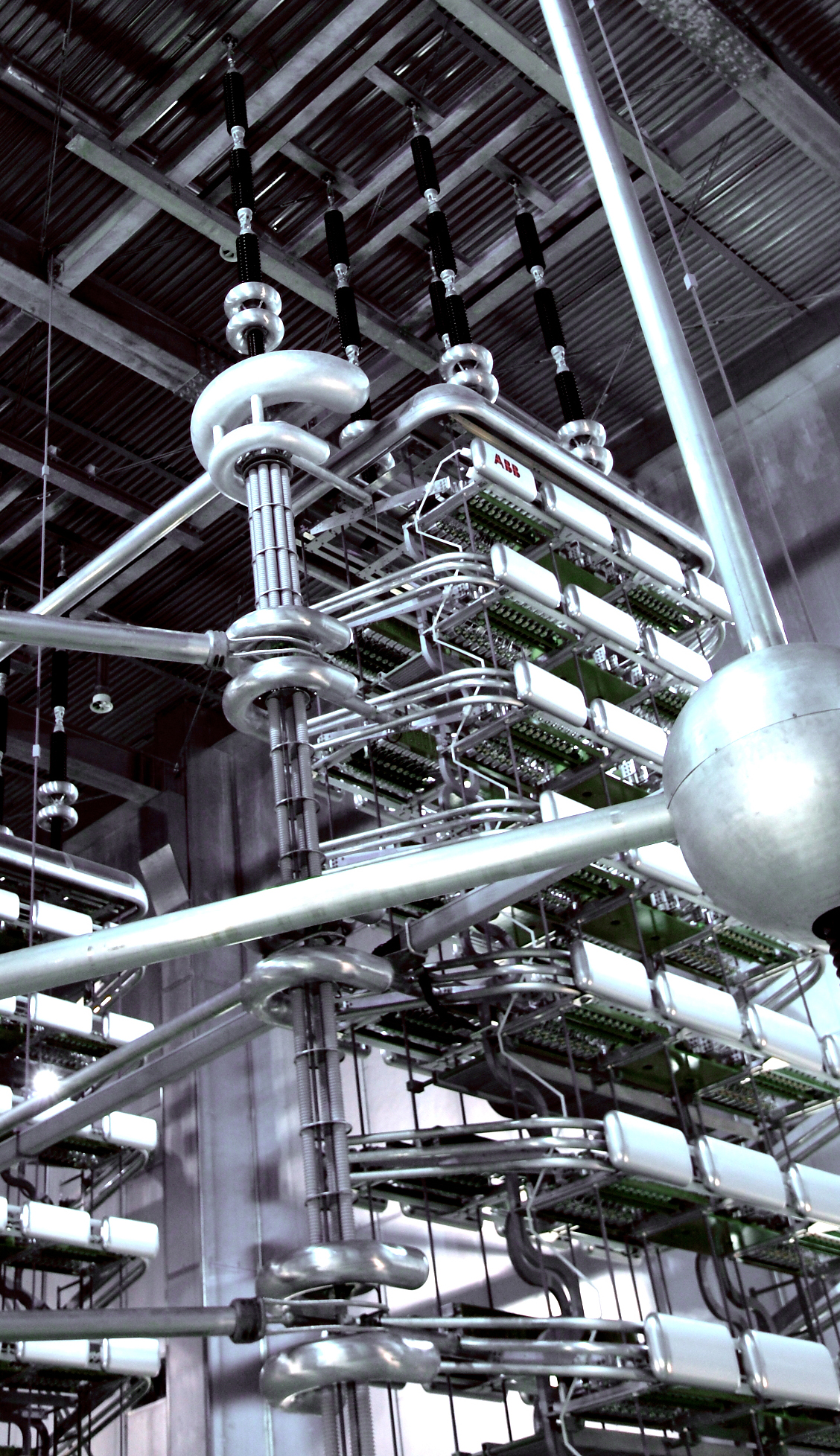
In secondo piano: castello dei tiristori di un ramo del ponte di conversione. In primo piano: tubi dei collegamenti tra i diversi rami del ponte.
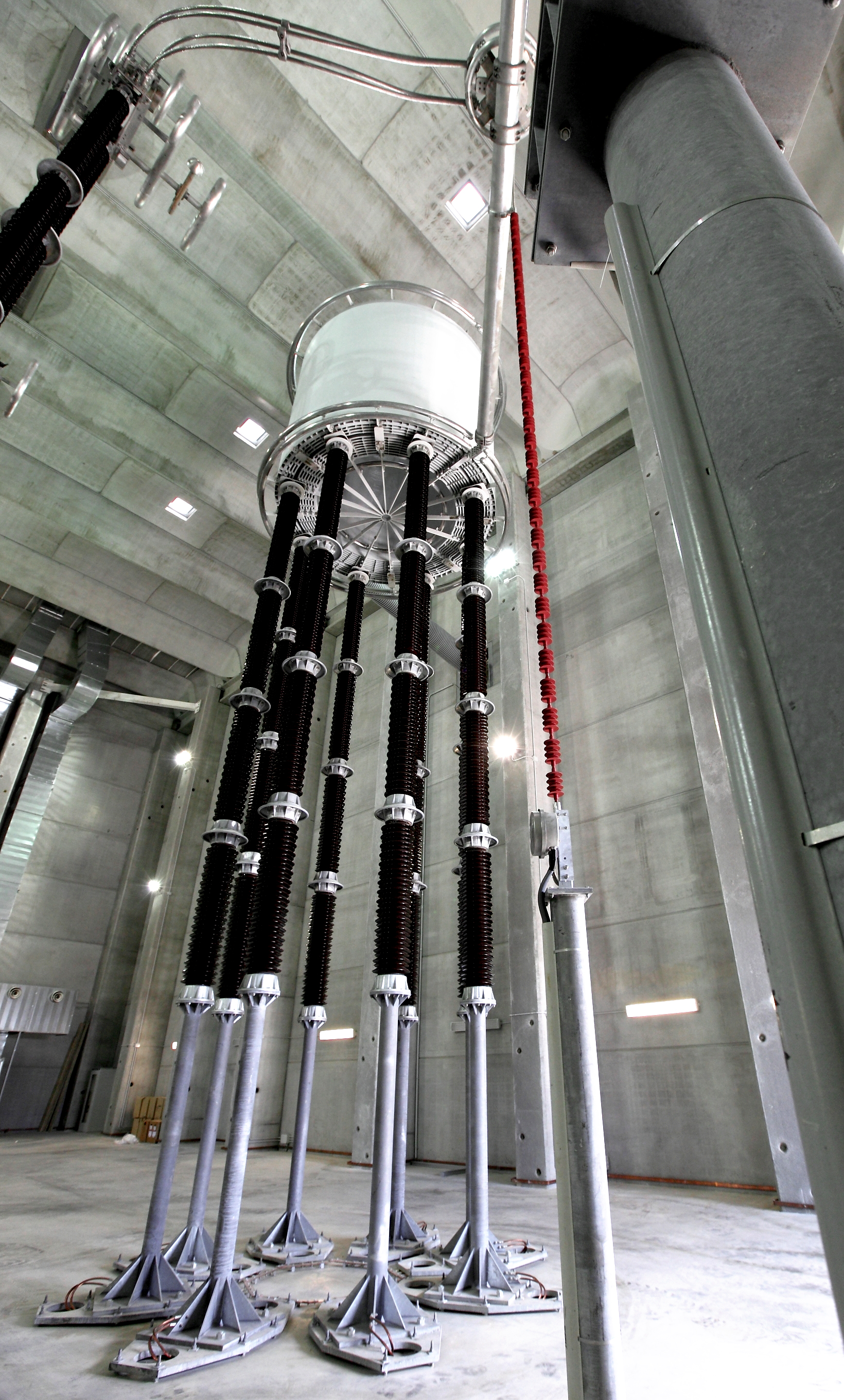
In secondo piano: bobina di spianamento in corrente continua. In primo piano: in rosso, collegamento del TA ottico per la misura della corrente continua.
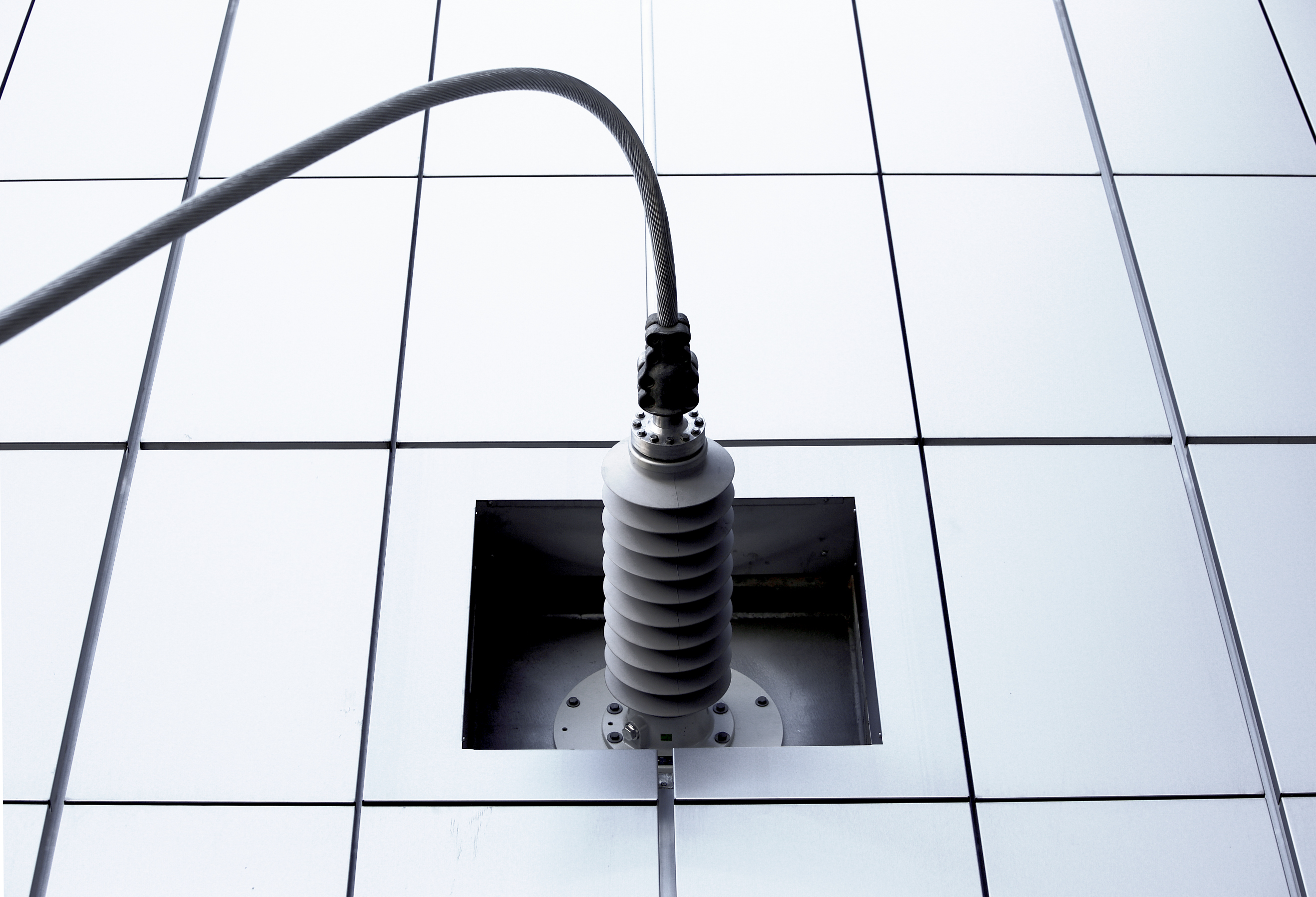
Passante a muro per il collegamento del terminale di neutro in corrente continua.